# Robert Lehmann-Nitsche

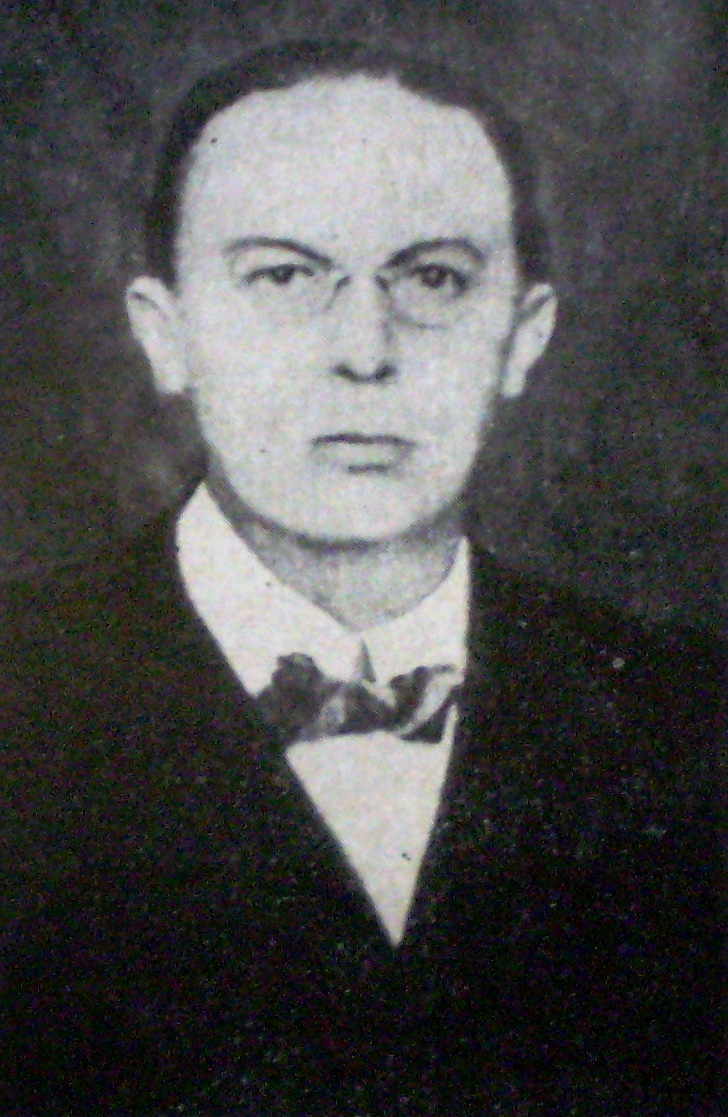
Robert Lehmann-Nitsche

Paul Adolf Robert Lehmann-Nitsche (* 9. November 1872 in Radomitz, Posen; † 9. April 1938 in Berlin) war ein deutscher Ethnologe und Mediziner, der lange Zeit in Argentinien lebte und eine umfangreiche Sammlung zur argentinischen Folklore zusammentrug.

## Leben
Lehmann-Nitzsche studierte in Berlin und bewarb sich nach seiner Promotion in München erfolgreich als 25-Jähriger 1897 auf eine Ausschreibung des Museo de La Plata in La Plata in Argentinien, wo er Leiter der Abteilung Anthropologie wurde. Neben seiner Arbeit im Museum sammelte er in Argentinien über einen Zeitraum von 30 Jahren eine Vielzahl von Texten, Schriftstücken, Bild- und Tonmaterialien (Milongas) mit dem Schwerpunkt in der damaligen populären Kultur. 1919 wurde er korrespondierendes Mitglied der Berliner Gesellschaft für Anthropologie, Ethnologie und Urgeschichte. Unter dem Pseudonym Victor Borde veröffentlichte Lehmann-Nitsche urbane erotische Texte, die er u. a. in Bordellen und bei seinen Forschungen zum Sexualleben indigener Bevölkerungsgruppen zusammengetragen hatte. Auf Lehmann-Nitsche geht die Zuordnung und Namensgebung der Chon-Sprachen in Patagonien zurück.
Nach seiner Pensionierung kehrte Lehmann-Nitsche 1930 nach Deutschland zurück und ließ sich in Berlin nieder.
Sein Nachlass befindet sich im Ibero-Amerikanischen Institut in Berlin.

## Veröffentlichungen (Auswahl)
- Ein Beitrag zur prähistorischen Chirurgie. In: Archiv für klinische Chirurgie. Bd. 51 (1896), H. 4, S. 910–918.
- El grupo lingüístico Tschon de los territorios magallánicos. In: Revista del Museo de la Plate. Bd. 22 (1913), S. 217–276.
- La leyenda de Santos Vega. In: Anales de la Facultad de Derecho y Ciencias Sociales (Buenos Aires). B. 2, Reihe 3, 1916, S. 192–263.
- Mitología sudamericana II: la cosmogonía según los Puelche de la Patagonia. 1919.
- Studien zur südamerikanischen Mythologie, Hamburg 1939